# Tulul al-Humr
Tulul al-Humr (arab. تلول الحمر) – wieś w Syrii, w muhafazie Hama. W 2004 roku liczyła 989 mieszkańców.